# Kwasica
Kwasica, acydemia (łac. acidosis) – stan zwiększonej kwasowości krwi, w którym pH krwi spada poniżej normy spowodowany zwiększeniem zawartości kwasów lub utratą zasad. Kwasica może być wyrównywana, jeżeli odczyn pH krwi nie ulega zmianie, oraz niewyrównywana, jeżeli zawiodą mechanizmy regulacyjne i dojdzie do spadku pH krwi. Kwasica prowadzi do pobudzenia ośrodka oddechowego mózgu i chemoreceptorów, co objawia się przyśpieszeniem i pogłębieniem oddechu (tzw. oddech Kussmaula).
Do rodzajów kwasicy zalicza się:
- kwasicę oddechową
- kwasicę metaboliczną
  - kwasicę mleczanową
  - kwasicę ketonową